# Paul Dalla Lana

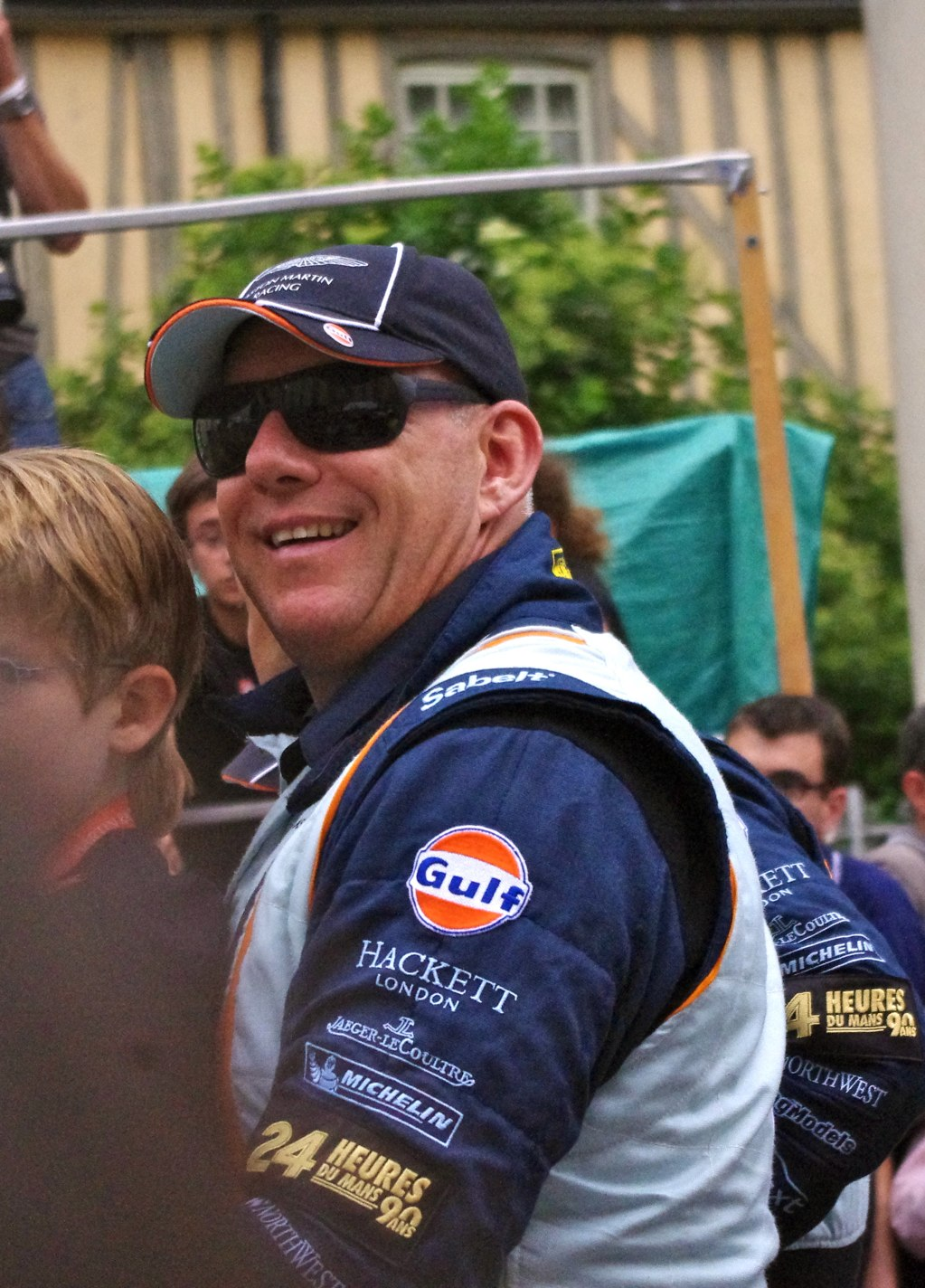
Paul Dalla Lana beim 24-Stunden-Rennen von Le Mans 2013

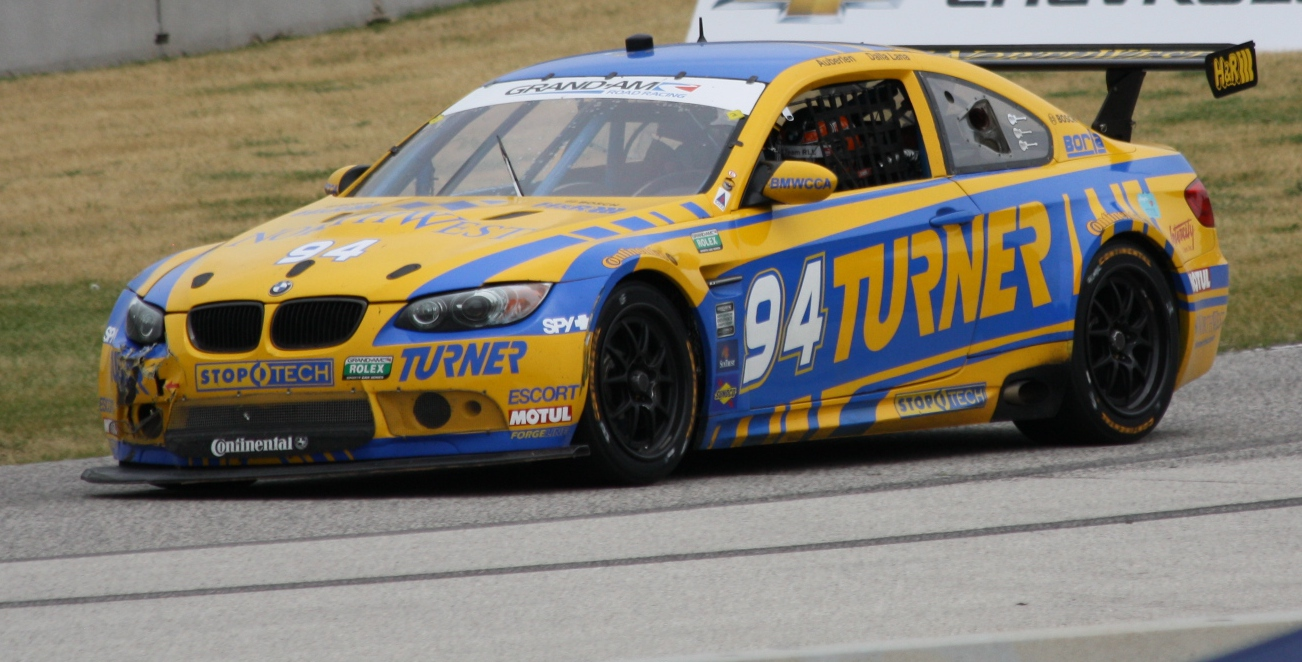
Der BMW M3 von Bill Auberlen, Billy Johnson und Paul Dalla Lana beim 2-Stunden-Rennen von Road America 2012

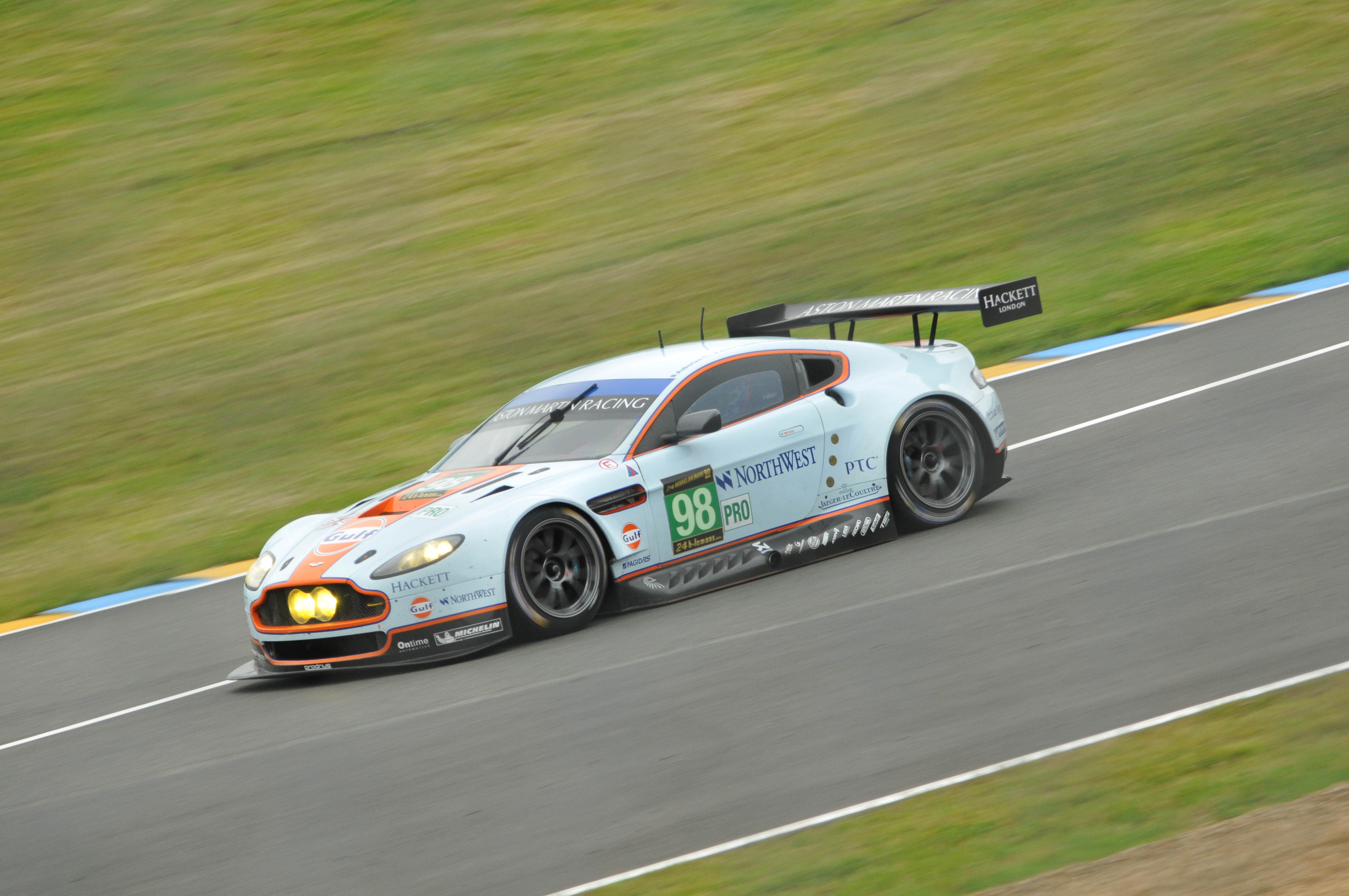
Der Aston Martin Vantage GTE von Bill Auberlen, Pedro Lamy und Paul Dalla Lana beim 24-Stunden-Rennen von Le Mans 2013

Paul Louis Dalla Lana (* 1. Februar 1966 in Vancouver) ist ein kanadischer Unternehmer und ehemaliger Autorennfahrer.

## Unternehmer
Paul Dalla Lana ist Gründer und Vorstandsvorsitzender von NorthWest Healthcare. Seit 2004 bietet das Unternehmen Anlegern die Möglichkeit weltweit in Gesundheitsimmobilien zu investieren. Zu den verwalteten Immobilien zählen auch Fachärztezentren in Deutschland.
2008 gründete er mit einem Startkapital von 20 Millionen US-Dollar die Dalla Lana School of Public Health an der University of Toronto.

## Karriere als Rennfahrer
2009 begann Paul Dalla Lana mit dem Rennsport. Er fuhr erste Rennen in der kanadischen Tourenwagen-Meisterschaft und stieg 2010 in die Grand-Am Sports Car Series ein. Bei Turner Motorsport war er sowohl Fahrer als auch Sponsor. Einsatzfahrzeuge bis zum Ablauf der Saison 2012 waren BMW M6 und BMW M3. Als Teamkollegen gingen unter anderen Bill Auberlen, Joey Hand und Dirk Werner an den Start.
Ab 2013 kamen zu den Starts in der Grand-Am-Series auch Einsätze in der FIA-Langstrecken-Weltmeisterschaft hinzu. Dalla Lana erwarb bei Aston Martin Racing jedes Jahr einen der jeweiligen Einsatzwagen, die dann bei den Meisterschaftsrennen von Aston Martin gewartet und betreut wurden. Mit Pedro Lamy und Mathias Lauda, dem Sohn von Niki Lauda, bildete er in den folgenden Jahren ein erfolgreiches Fahrertrio in der LMGTE-Am-Klasse. Nach dritten Endrängen 2015 und 2016 gewannen Dalla Lana, Lamy und Lauda die Schlusswertung der LMGTE-Klasse der FIA-Langstrecken-Weltmeisterschaft 2017.
2013 gab er sein Debüt beim 24-Stunden-Rennen von Le Mans, wo er 2015 knapp vor dem Klassensieg stand. Eine Stunde vor Rennende, mit klarem Vorsprung auf Victor Shaitar, Aleksey Basov und Andrea Bertolini im Ferrari 458 Italia GT2, verunfallte er in der Ford-Schikane vor der Start-und-Ziel-Geraden nach einem Fahrfehler. Dabei wurde der Aston Martin so schwer beschädigt, dass das Team nicht weiterfahren konnte. Auch 2018 verunfallte er in Le Mans. Erneut musste das Team in aussichtsreicher Position vorzeitig aufgeben.
Paul Dalla Lana startete in den folgenden Jahren regelmäßig in der FIA-Langstrecken-Weltmeisterschaft. Auch 2023 fuhr er die ersten beiden Saisonrennen und gab in der Woche vor dem 6-Stunden-Rennen von Spa-Francorchamps seinen sofortigen Rücktritt vom Rennsport bekannt.

## Statistik

### Le-Mans-Ergebnisse
| Jahr | Team                | Fahrzeug                 | Teamkollege         | Teamkollege    | Platzierung     | Ausfallgrund |
| ---- | ------------------- | ------------------------ | ------------------- | -------------- | --------------- | ------------ |
| 2013 | Aston Martin Racing | Aston Martin Vantage GTE | Bill Auberlen       | Pedro Lamy     | Ausfall         | Motorschaden |
| 2014 | Aston Martin Racing | Aston Martin Vantage GTE | Christoffer Nygaard | Pedro Lamy     | Rang 26         |              |
| 2015 | Aston Martin Racing | Aston Martin Vantage GTE | Mathias Lauda       | Pedro Lamy     | Ausfall         | Unfall       |
| 2016 | Aston Martin Racing | Aston Martin Vantage GTE | Mathias Lauda       | Pedro Lamy     | nicht klassiert |              |
| 2017 | Aston Martin Racing | Aston Martin Vantage GTE | Mathias Lauda       | Pedro Lamy     | Rang 36         |              |
| 2018 | Aston Martin Racing | Aston Martin Vantage GTE | Mathias Lauda       | Pedro Lamy     | Ausfall         | Unfall       |
| 2019 | Aston Martin Racing | Aston Martin Vantage GTE | Mathias Lauda       | Pedro Lamy     | Ausfall         | Unfall       |
| 2020 | Aston Martin Racing | Aston Martin Vantage GTE | Ross Gunn           | Augusto Farfus | Rang 33         |              |
| 2021 | Aston Martin Racing | Aston Martin Vantage AMR | Nicki Thiim         | Marcos Gomes   | Ausfall         | Unfall       |
| 2022 | Northwest AMR       | Aston Martin Vantage AMR | Nicki Thiim         | David Pittard  | Rang 36         |              |

### Sebring-Ergebnisse
| Jahr | Team                | Fahrzeug                 | Teamkollege     | Teamkollege     | Teamkollege   | Platzierung | Ausfallgrund |
| ---- | ------------------- | ------------------------ | --------------- | --------------- | ------------- | ----------- | ------------ |
| 2013 | Aston Martin Racing | Aston Martin Vantage V8  | Pedro Lamy      | Billy Johnson   |               | Rang 32     |              |
| 2014 | Turner Motorsport   | BMW Z4 GT3               | Markus Palttala | Dane Cameron    | Shane Lewis   | Rang 32     |              |
| 2015 | Aston Martin Racing | Aston Martin Vantage V8  | Pedro Lamy      | Darren Turner   | Mathias Lauda | Rang 17     |              |
| 2016 | Aston Martin Racing | Aston Martin Vantage GT3 | Pedro Lamy      | Richie Stanaway | Mathias Lauda | Rang 30     |              |
| 2018 | Spirit of Race      | Ferrari 488 GT3          | Pedro Lamy      | Daniel Serra    | Mathias Lauda | Rang 28     |              |

### Einzelergebnisse in der FIA-Langstrecken-Weltmeisterschaft
| Saison  | Team                | Rennwagen                | 1   | 2   | 3   | 4   | 5   | 6   | 7   | 8   | 9   |
| ------- | ------------------- | ------------------------ | --- | --- | --- | --- | --- | --- | --- | --- | --- |
| 2013    | Aston Martin Racing | Aston Martin Vantage GTE | SIL | SPA | LEM | SAO | AUS | FUJ | SHA | BAH |     |
| 2013    | Aston Martin Racing | Aston Martin Vantage GTE | 16  | 20  | DNF | 20  | DNF |     |     |     |     |
| 2014    | Aston Martin Racing | Aston Martin Vantage GTE | SIL | SPA | LEM | AUS | FUJ | SHA | BAH | SAO |     |
| 2014    | Aston Martin Racing | Aston Martin Vantage GTE | 16  | 20  | 26  | 17  | 18  | 20  | 20  | 13  |     |
| 2015    | Aston Martin Racing | Aston Martin Vantage GTE | SIL | SPA | LEM | NÜR | AUS | FUJ | SHA | BAH |     |
| 2015    | Aston Martin Racing | Aston Martin Vantage GTE | 16  | 24  | DNF | 24  | 25  | 23  | 22  | 26  |     |
| 2016    | Aston Martin Racing | Aston Martin Vantage GTE | SIL | SPA | LEM | NÜR | MEX | AUS | FUJ | SHA | BAH |
| 2016    | Aston Martin Racing | Aston Martin Vantage GTE | 23  | 19  | DNF | 24  | DNF | 22  | 24  | 23  | DNF |
| 2017    | Aston Martin Racing | Aston Martin Vantage GTE | SIL | SPA | LEM | NÜR | MEX | AUS | FUJ | SHA | BAH |
| 2017    | Aston Martin Racing | Aston Martin Vantage GTE | 21  | 25  | 36  | 24  | 22  | 21  | 23  | 21  | 21  |
| 2018/19 | Aston Martin Racing | Aston Martin Vantage GTE | SPA | LEM | SIL | FUJ | SHA | SEB | SPA | LEM |     |
| 2018/19 | Aston Martin Racing | Aston Martin Vantage GTE | 21  | DNF | 20  | 25  | 26  | 27  | 30  | DNF |     |
| 2019/20 | Aston Martin Racing | Aston Martin Vantage GTE | SIL | FUJ | SHA | BAH | AUS | SPA | LEM | BAH |     |
| 2019/20 | Aston Martin Racing | Aston Martin Vantage GTE | 19  | 29  | 21  | 20  | 20  | 25  | 33  | 22  |     |
| 2021    | Aston Martin Racing | Aston Martin Vantage AMR | SPA | POR | MON | LEM | BAH | BAH |     |     |     |
| 2021    | Aston Martin Racing | Aston Martin Vantage AMR | 25  | 21  | 20  | DNF | 20  | 29  |     |     |     |
| 2022    | Aston Martin Racing | Aston Martin Vantage AMR | SEB | SPA | LEM | MON | FUJ | BAH |     |     |     |
| 2022    | Aston Martin Racing | Aston Martin Vantage AMR | 21  | 23  | 36  | 29  | 27  | 27  |     |     |     |
| 2023    | Aston Martin Racing | Aston Martin Vantage AMR | SEB | POR | SPA | LEM | MON | FUJ | BAH |     |     |
| 2023    | Aston Martin Racing | Aston Martin Vantage AMR | 28  | 33  |     |     |     |     |     |     |     |